# Campeonato Venezuelano de Futebol de 2023 – Segunda Divisão
A Liga FUTVE 2 de 2023 é a 44.ª edição da Segunda División, competição masculina entre clubes equivalente à segunda divisão profissional do futebol venezuelano.

## Regulamento
A LIGA FUTVE 2 será composta de dois torneios independentes, denominados Torneo Apertura e Torneo Clausura. Cada torneio será disputado em quatro fases; na primeira fase, disputada no sistema de pontos corridos, de forma contínua, em turno e returno, os 16 clubes formarão dois grupos de 8 clubes cada, de onde classificar-se-ão quatro clubes por grupo; nas fases seguintes (quartas de final, semifinal e final), os clubes formarão chaves, onde enfrentar-se-ão no sistema eliminatório ("mata-mata"), em jogos de ida e volta, até ser conhecido o campeão.

### Promoção
O campeão de cada torneio, se enfrentarão na "Final Absoluta", uma final de dois jogos; ida e volta, para decidir o título da segunda divisão; o vencedor da disputa, além do título de campeão da segundona, será promovido para a principal divisão do Campeonato Venezuelano de Futebol, a LIGA FUTVE de 2024. Por outro lado, o perdedor disputará uma repescagem (play-off) pelo acesso contra o clube que terminar na 15ª colocação da primeira divisão de 2023. Caso o mesmo clube vença os dois torneios, será o vencedor do campeonato e automaticamente promovido para a primeira divisão, e a vaga para a repescagem pelo outro acesso será dada ao melhor clube na sequência da tabela de reclassificação.

## Torneo Apertura
O Torneo Apertura começou em 11 de março e terminou em 9 de julho. Foi dividido em duas fases: uma classificatória no sistema de pontos corridos e uma fase final (quartas de final, semifinal e final) no sistema de "mata-mata". A fase de grupos começou em 11 de março e terminou em 25 de maio; já a fase final foi de 4 de junho até 9 de julho.

### Fase de grupos doTorneo Apertura
| Pos | Equipes           | Pts | J  | V | E | D | GP | GC | SG  |
| --- | ----------------- | --- | -- | - | - | - | -- | -- | --- |
| 1   | Ureña             | 25  | 14 | 7 | 4 | 3 | 29 | 15 | 14  |
| 2   | Héroes de Falcón  | 22  | 14 | 5 | 7 | 2 | 19 | 12 | 7   |
| 3   | Real Frontera     | 21  | 14 | 6 | 3 | 5 | 23 | 19 | 4   |
| 4   | Trujillanos       | 19  | 14 | 4 | 7 | 3 | 11 | 10 | 1   |
| 5   | Titanes           | 19  | 14 | 5 | 4 | 5 | 12 | 16 | −4  |
| 6   | Yaracuyanos       | 17  | 14 | 6 | 5 | 3 | 21 | 19 | 2   |
| 7   | Academia Rey      | 11  | 14 | 3 | 2 | 9 | 12 | 29 | −17 |
| 8   | Atlético El Vigía | 10  | 14 | 2 | 4 | 8 | 12 | 19 | −7  |

|  | 0Classificados para a fase final do Torneo Apertura |

| Fonte: LIGA FUTVE (em castelhano) — Soccerway (em português) |

| Pos | Equipes               | Pts | J  | V | E | D | GP | GC | SG |
| --- | --------------------- | --- | -- | - | - | - | -- | -- | -- |
| 1   | Bolívar               | 23  | 14 | 6 | 5 | 3 | 14 | 9  | 5  |
| 2   | Marítimo de La Guaira | 22  | 14 | 5 | 7 | 2 | 12 | 8  | 4  |
| 3   | Nueva Esparta         | 21  | 14 | 6 | 3 | 5 | 17 | 10 | 7  |
| 4   | Deportivo Miranda     | 21  | 14 | 6 | 3 | 5 | 10 | 12 | −2 |
| 5   | Academia Anzoátegui   | 20  | 14 | 6 | 2 | 6 | 17 | 17 | 0  |
| 6   | AIFI                  | 19  | 14 | 5 | 4 | 5 | 11 | 13 | −2 |
| 7   | Atlético La Cruz      | 17  | 14 | 5 | 2 | 7 | 14 | 18 | −4 |
| 8   | Dynamo Puerto         | 9   | 14 | 1 | 6 | 7 | 10 | 18 | −8 |

|  | 0Classificados para a fase final do Torneo Apertura |

| Fonte: LIGA FUTVE (em castelhano) — Soccerway (em português) |

### Quartas de final doTorneo Apertura
| 4 de junho | Nueva Esparta                                                        | 3 — 3     | Héroes de Falcón                                                 | Porlamar                                            |  |
| 15:00      | - Ottoniel Medina 2' (g.c.) - José Velásquez 24' - Felipe Bandez 73' | Relatório | - Robin Ramos 22' (pen.) - Julián Acosta 56' - Víctor Viez 90+5' | Estádio: Dynamo La Victoria Árbitro: Javier Montoya |  |

| 11 de junho | Héroes de Falcón                                             | 3 — 1     | Nueva Esparta         | Coro                                          |  |
| 16:00       | - Camilo Porte 3' (g.c.) - Robin Ramos 17' - Víctor Viez 88' | Relatório | - Elvis Maldonado 51' | Estádio: Ludgero Correia Árbitro: José Argote |  |

| 4 de junho | Deportivo Miranda | 0 — 1     | Ureña                      | Caracas                                              |  |
| 15:00      |                   | Relatório | - Yeferson Patearrollo 87' | Estádio: Estádio Brígido Iriarte Árbitro: Reyes Soto |  |

| 11 de junho | Ureña | 5 — 2     | Deportivo Miranda                        | La Fría                                            |  |
| 16:00       | - Antony Velasco 12' - Joseph Moreno 45+4' (pen.) - Josmar Zambrano 80' - Gilson Salazar 88' - Yeferson Moreno 90+1' | Relatório | - Rodrigo Febres 47' - Miguel Morena 54' | Estádio: Humberto Laureano Árbitro: José Uzcátegui |  |

| 4 de junho | Real Frontera     | 1 — 2     | Marítimo de La Guaira                     | San Cristóbal                                             |  |
| 15:00      | - Manuel Trías 6' | Relatório | - Kevin Palacio 75' - Emmanuel Moreno 79' | Estádio: Polideportivo de Pueblo Nuevo Árbitro: José Maya |  |

| 10 de junho | Marítimo de La Guaira                          | 2 — 1     | Real Frontera         | La Guaira                                                          |  |
| 16:00       | - César Iván González 5' - Emmanuel Moreno 72' | Relatório | - Roger Rodríguez 70' | Estádio: Complexo Deportivo Camurí Chico Árbitro: Jesús Valenzuela |  |

| 4 de junho | Trujillanos                | 1 — 0     | Bolívar | Valera                                                           |  |
| 16:00      | - Gian Franco Lettieri 35' | Relatório |         | Estádio: Estádio José Alberto Pérez Árbitro: Alejandro Velásquez |  |

| 10 de junho | Bolívar                                  | 2 — 0     | Trujillanos | Puerto Ordaz                                  |  |
| 16:00       | - Argenis Gómez 16' - Rafael Tapia 90+4' | Relatório |             | Estádio: CTE Cachamay Árbitro: Yender Herrera |  |

### Semifinal doTorneo Apertura
| 18 de junho | Héroes de Falcón    | 1 — 1     | Ureña                     | Coro                                            |  |
| 16:00       | - Robin Ramos 90+2' | Relatório | - Washington Jaramillo 4' | Estádio: Ludgero Correia Árbitro: Ángel Arteaga |  |

| 25 de junho | Ureña                                     | 2 — 1     | Héroes de Falcón  | La Fría                                            |  |
| 15:30       | - Arlen Banguero 13' - Gilson Salazar 26' | Relatório | - Robin Ramos 32' | Estádio: Humberto Laureano Árbitro: Eduardo Mármol |  |

| 17 de junho | Bolívar              | 1 — 0     | Marítimo de La Guaira | Puerto Ordaz                                   |  |
| 16:00       | - Edward Pereira 36' | Relatório |                       | Estádio: CTE Cachamay Árbitro: Emikar Calderas |  |

| 24 de junho | Marítimo de La Guaira | 1 — 1     | Bolívar            | La Guaira                                                            |  |
| 15:30       | - Jeiler Murillo 47'  | Relatório | - Javier Gómez 52' | Estádio: Complexo Deportivo Camurí Chico Árbitro: Orlando Bracamonte |  |

### Final doTorneo Apertura
| 1 de julho | Bolívar                                             | 2 — 0     | Ureña | Puerto Ordaz                               |  |
| 15:30      | - Edgar Carrillo 58' - Wuilson Murillo 90+5' (pen.) | Relatório |       | Estádio: CTE Cachamay Árbitro: José Argote |  |

| 9 de julho | Ureña                                       | 3 — 0     | Bolívar | La Fría                                              |  |
| 15:00      | - Antony Velasco 45', 57' - Abdid Muñoz 52' | Relatório |         | Estádio: Humberto Laureano Árbitro: Jesús Valenzuela |  |

### Premiação doTorneo Apertura
| Torneo Apertura da LIGA FUTVE 2 de 2023 Segunda Divisão do Campeonato Venezuelano de Futebol |
| -------------------------------------------------------------------------------------------- |
| Ureña Sport Club Campeão Classificado para a final absoluta                                  |

## Torneo Clausura
O Torneo Clausura começou em 19 de julho e tem término em data ainda desconhecida. Assim como no torneio anterior, será dividido em duas fases: uma classificatória no sistema de pontos corridos e uma fase final (quartas de final, semifinal e final) no sistema de "mata-mata". A fase de grupos começou em 19 de julho e tem término previsto para 30 de setembro; já a fase final ocorrerá em data a ser definida.

### Fase de grupos doTorneo Clausura
- Atualizada com os jogos disputados em 6 de setembro de 2023.

| Pos | Equipes           | Pts | J  | V | E | D | GP | GC | SG  |
| --- | ----------------- | --- | -- | - | - | - | -- | -- | --- |
| 1   | Ureña             | 21  | 10 | 6 | 3 | 1 | 15 | 5  | 10  |
| 2   | Yaracuyanos       | 19  | 10 | 5 | 4 | 1 | 14 | 6  | 8   |
| 3   | Atlético El Vigía | 17  | 10 | 4 | 5 | 1 | 14 | 8  | 6   |
| 4   | Héroes de Falcón  | 17  | 10 | 5 | 2 | 3 | 18 | 13 | 5   |
| 5   | Titanes           | 12  | 10 | 3 | 3 | 4 | 11 | 13 | −2  |
| 6   | Real Frontera     | 10  | 10 | 2 | 4 | 4 | 9  | 15 | −6  |
| 7   | Trujillanos       | 8   | 10 | 1 | 5 | 4 | 5  | 11 | −6  |
| 8   | Academia Rey      | 2   | 10 | 0 | 2 | 8 | 9  | 24 | −15 |

|  | 0Classificados para a fase final do Torneo Clausura |

| Fonte: LIGA FUTVE (em castelhano) — Soccerway (em português) |

| Pos | Equipes               | Pts | J  | V | E | D | GP | GC | SG |
| --- | --------------------- | --- | -- | - | - | - | -- | -- | -- |
| 1   | Marítimo de La Guaira | 18  | 10 | 5 | 3 | 2 | 18 | 12 | 6  |
| 2   | Dynamo Puerto         | 17  | 10 | 5 | 2 | 3 | 17 | 13 | 4  |
| 3   | Academia Anzoátegui   | 15  | 10 | 3 | 6 | 1 | 10 | 7  | 3  |
| 4   | Bolívar               | 14  | 10 | 3 | 5 | 2 | 10 | 7  | 3  |
| 5   | AIFI                  | 14  | 10 | 4 | 2 | 4 | 10 | 10 | 0  |
| 6   | Atlético La Cruz      | 11  | 10 | 3 | 2 | 5 | 9  | 16 | −7 |
| 7   | Nueva Esparta         | 8   | 10 | 0 | 8 | 2 | 6  | 9  | −3 |
| 8   | Deportivo Miranda     | 7   | 10 | 1 | 4 | 5 | 10 | 14 | −4 |

|  | 0Classificados para a fase final do Torneo Clausura |

| Fonte: LIGA FUTVE (em castelhano) — Soccerway (em português) |

### Quartas de final doTorneo Clausura
| IDA | 4º do Centro–Oriental | v | 1º do Occidental |  |  |
|     |                       |   |                  |  |  |

| VOLTA | 1º do Occidental | v | 4º do Centro–Oriental |  |  |
|       |                  |   |                       |  |  |

| IDA | 3º do Centro–Oriental | v | 2º do Occidental |  |  |
|     |                       |   |                  |  |  |

| VOLTA | 2º do Occidental | v | 3º do Centro–Oriental |  |  |
|       |                  |   |                       |  |  |

| IDA | 3º do Occidental | v | 2º do Centro–Oriental |  |  |
|     |                  |   |                       |  |  |

| VOLTA | 2º do Centro–Oriental | v | 3º do Occidental |  |  |
|       |                       |   |                  |  |  |

| IDA | 4º do Occidental | v | 1º do Centro–Oriental |  |  |
|     |                  |   |                       |  |  |

| VOLTA | 1º do Centro–Oriental | v | 4º do Occidental |  |  |
|       |                       |   |                  |  |  |

### Semifinal doTorneo Clausura
| IDA | Vencedor da Chave A ou C | v | Vencedor da Chave C ou A |  |  |
|     |                          |   |                          |  |  |

| VOLTA | Vencedor da Chave C ou A | v | Vencedor da Chave A ou C |  |  |
|       |                          |   |                          |  |  |

| IDA | Vencedor da Chave B ou D | v | Vencedor da Chave D ou B |  |  |
|     |                          |   |                          |  |  |

| VOLTA | Vencedor da Chave D ou B | v | Vencedor da Chave B ou D |  |  |
|       |                          |   |                          |  |  |

### Final doTorneo Clausura
|  | Vencedor da Chave 1 ou 2 | v | Vencedor da Chave 2 ou 1 |  |  |
|  |                          |   |                          |  |  |

|  | Vencedor da Chave 2 ou 1 | v | Vencedor da Chave 1 ou 2 |  |  |
|  |                          |   |                          |  |  |

## Final Absoluta
| \| \| Ureña ou Vencedor do Clausura \| v \| Vencedor do Clausura ou Ureña \| \| \| \| \| \| \| \| \| \| |                               |   |                               |  |  |
| | Ureña ou Vencedor do Clausura | v | Vencedor do Clausura ou Ureña |  |  |
| |                               |   |                               |  |  |

| \| \| Vencedor do Clausura ou Ureña \| v \| Ureña ou Vencedor do Clausura \| \| \| \| \| \| \| \| \| \| |                               |   |                               |  |  |
| | Vencedor do Clausura ou Ureña | v | Ureña ou Vencedor do Clausura |  |  |
| |                               |   |                               |  |  |

## Premiação
| LIGA FUTVE 2 de 2023 Segunda Divisão do Campeonato Venezuelano de Futebol |
| ------------------------------------------------------------------------- |
| A definir Campeão (?° título da segunda divisão)                          |